# 牙買加 (愛荷華州)
牙買加（英語：Jamaica）是一個位於美國愛荷華州加斯里縣的城市。

## 地理
牙買加的座標為41°51′00″N 94°18′00″W / 41.85000°N 94.30000°W，而該地的平均海拔高度為315米（即1033英尺）。

## 人口
根據2010年美國人口普查的數據，牙買加的面積為1.19平方千米，當中陸地面積為1.19平方千米，而水域面積為0.00平方千米。當地共有人口224人，而人口密度為每平方千米188人。